# Tauste (kommunhuvudort)
Tauste (baskiska: Deustia) är en kommunhuvudort i Spanien.   Den ligger i provinsen Provincia de Zaragoza och regionen Aragonien, i den nordöstra delen av landet, 260 km nordost om huvudstaden Madrid. Tauste ligger 272 meter över havet och antalet invånare är 7 334.
Terrängen runt Tauste är platt. Runt Tauste är det ganska glesbefolkat, med 30 invånare per kvadratkilometer. Tauste är det största samhället i trakten. Trakten runt Tauste består till största delen av jordbruksmark.